# James E. McDonald
James Edward McDonald (7 tháng 5 năm 1920 – 13 tháng 6 năm 1971) là một nhà vật lý người Mỹ. Ông nổi tiếng với nghiên cứu về UFO. McDonald là nhà vật lý cao cấp tại Viện Vật lý Khí quyển và giáo sư Khí tượng học trường Đại học Arizona, Tucson.
McDonald đã vận động để hỗ trợ mở rộng các nghiên cứu về UFO vào giữa và cuối những năm 1960, cho rằng UFO đại diện cho một bí ẩn khó hiểu quan trọng chưa được khoa học nghiên cứu đầy đủ. Ông là một trong những nhân vật nổi bật nhất trong thời đại của mình với lập luận ủng hộ giả thuyết ngoài Trái Đất là một mô hình hợp lý, nhưng không hoàn toàn được chứng minh, về hiện tượng UFO.
McDonald đã phỏng vấn hơn 500 nhân chứng UFO, phát hiện ra nhiều tài liệu UFO quan trọng thuộc chính phủ và trình bày bằng chứng về UFO. Ông đã làm chứng trước Quốc hội trong các phiên điều trần về UFO năm 1968. McDonald cũng đã có một bài nói chuyện nổi tiếng mang tên "Science in Default" cho Hiệp hội vì sự Tiến bộ Khoa học Mỹ (AAAS). Đó là một bản tóm tắt các bằng chứng UFO hiện tại và một bài phê bình về nghiên cứu UFO trong Báo cáo Condon năm 1969.

## Thiếu thời và sự nghiệp
McDonald sinh ra và lớn lên ở Duluth, Minnesota. Ông phục vụ như một nhà mật mã học của Hải quân Hoa Kỳ trong Thế chiến II, và sau đó, kết hôn với Betsy Hunt; họ có với nhau sáu đứa con.
McDonald theo học Đại học Omaha, Viện Công nghệ Massachusetts, và lấy bằng Tiến sĩ tại Đại học Tiểu bang Iowa. Ông giảng dạy Đại học Chicago trong một năm, sau đó vào năm 1953, ông được mời để giúp thiết lập một chương trình khí tượng và khí quyển tại Đại học Arizona với tư cách là giáo sư khí tượng học. McDonald cuối cùng trở thành người đứng đầu Viện Vật lý Khí quyển, nhưng đã từ chức quản trị viên sau khoảng một năm vì ông thích giảng dạy và nghiên cứu hơn là giám sát bộ phận này. Ông đã dạy các khóa học từ cấp độ nhập môn đến sau đại học, nhận được những đánh giá tốt và được các sinh viên của mình đánh giá cao.
Chuyên môn của ông là sự hình thành đám mây và vật lý, nhưng sự tò mò tự nhiên đã khiến ông đọc rộng nhiều lĩnh vực khoa học khác. McDonald là một chuyên gia có uy tín được mọi người công nhận về các hiện tượng khí quyển: ông đã xuất bản nhiều bài báo trên các tạp chí bình duyệt, và đóng góp cho một số sách giáo khoa khí tượng học tiêu chuẩn. Ông là thành viên của Viện Hàn lâm Khoa học Quốc gia và Hiệp hội Khí tượng Hoa Kỳ.
McDonald là một trong nhiều chuyên gia đã làm chứng trước quốc hội vào những năm 1960 chống lại sự phát triển của máy bay vận tải siêu thanh, vì sợ rằng chúng sẽ làm hỏng tầng ozone. Hầu hết cuộc đời của McDonald được biết đến qua tiểu sử ủy quyền có tựa đề Firestorm: Dr. James E. McDonald's Fight For UFO Science (Bão lửa: Cuộc tranh đấu vì khoa học UFO của McDonald) (2003) của Ann Druffel.

## Nghiên cứu UFO
Năm 1954, khi lái xe qua sa mạc Arizona cùng hai nhà khí tượng học, McDonald đã phát hiện ra một vật thể bay không xác định mà không ai trong số họ có thể dễ dàng nhận dạng ra được. Mặc dù việc nhìn thấy một chấm sáng kỳ lạ ở khoảng cách xa, vụ chứng kiến này sẽ thúc đẩy mối quan tâm của McDonald đối với UFO. Vào cuối những năm 1950, ông đã âm thầm điều tra các báo cáo về UFO ở Arizona và ông còn tham gia vào NICAP, về sau trở thành nhóm nghiên cứu UFO dân sự lớn nhất và nổi bật nhất trong cả nước. Được đào tạo về vật lý khí quyển, McDonald đã có thể kiểm tra các báo cáo về UFO chi tiết hơn hầu hết các nhà khoa học khác và dễ đưa ra lời giải thích cho một số báo cáo khó lý giải trước đây. Sử dụng giấy phép an ninh của mình với chính phủ Mỹ, ông cũng phát hiện ra một số báo cáo về UFO được ghi chép rõ ràng từ Dự án Blue Book của Không quân Mỹ mà ông đánh giá rất khó hiểu ngay cả sau khi phân tích nghiêm ngặt.
Đến giữa thập niên 1960, McDonald bắt đầu nói về UFO cởi mở hơn. Lần thảo luận công khai chi tiết đầu tiên về UFO của McDonald là trong một lần diễn thuyết trước hội nghị của Hiệp hội Khí tượng Hoa Kỳ tại Washington D.C. vào ngày 5 tháng 10 năm 1966. Có tựa đề "The Problem of UFOs" (Vấn đề về UFO), bài phát biểu của McDonald là bài phát biểu đầu tiên của nhiều thính giả bên ngoài hội trường. McDonald tuyên bố rằng sự xem xét kỹ lưỡng về mặt khoa học nên được hướng tới một số lượng nhỏ "ẩn số", mà ông định nghĩa là UFO được báo cáo bởi một "nhà quan sát đáng tin cậy và được đào tạo chừng nào 'con tàu' giống như máy móc vẫn chưa được xác định dù có điều tra cẩn thận." Ông lưu ý rằng phần lớn UFO có thể trở thành vật thể bay được xác định và theo ước tính của ông, chỉ có khoảng 1% UFO là "ẩn số" thực sự. McDonald cũng khiển trách Không quân Mỹ vì những gì ông thấy là việc họ không có khả năng xử lý các nghiên cứu về UFO.
Năm 1967, Văn phòng Nghiên cứu Hải quân đã cấp cho McDonald một ngân sách nhỏ để thực hiện nghiên cứu UFO của riêng mình, rõ ràng là để nghiên cứu ý tưởng rằng một số UFO là những đám mây bị nhận diện nhầm. Ông có thể kiểm tra nguồn tài liệu của Dự án Blue Book tại Căn cứ không quân Wright Patterson, và cuối cùng kết luận rằng Không quân đang xử lý sai bằng chứng UFO. Theo khuyến nghị của Ban Robertson vào năm 1953, Không quân đã tuân theo chỉ thị lật tẩy đối với các báo cáo về UFO và chỉ thảo luận về các trường hợp UFO được coi là giải quyết bằng một lời giải thích trần tục. Tất cả các trường hợp UFO không giải thích được phân loại "bí mật" và không được công bố cho công chúng (xem Ban Robertson để biết thêm thông tin).
McDonald đặc biệt băn khoăn rằng nhà thiên văn học J. Allen Hynek, đã không cảnh báo cho cộng đồng khoa học về việc Dự án Blue Book đang giữ lại một số báo cáo dị thường và hấp dẫn nhất về UFO. Hynek biện minh rằng nếu ông dám phơi bày chuyện này ra, Không quân sẽ gạt bỏ chức cố vấn của ông tại Blue Book; Hynek là nhà khoa học duy nhất chính thức nghiên cứu UFO cho chính phủ. Đây là khởi đầu của sự rạn nứt giữa hai người bọn họ sẽ không bao giờ được hòa giải hoàn toàn.
Từ giữa những năm 1960, McDonald dành phần lớn thời gian của mình để cố gắng thuyết phục các nhà báo, chính trị gia và đồng nghiệp của mình rằng UFO là vấn đề cấp bách nhất mà nền khoa học Mỹ phải đối mặt. Ông đã đưa ra hàng chục bài diễn giảng, và viết thư cho các tờ báo, chuyên gia phản biện của mình (đặc biệt là tại các tạp chí khoa học) và cho các chính trị gia. McDonald đã viết cho Văn phòng Nghiên cứu Khoa học của Không quân, lập luận rằng họ cần phải thay đổi hoàn toàn những gì ông thấy là quan điểm hời hợt của họ đối với UFO. Đáp lại, Không quân xác định họ cần phải "chống cháy" bản thân trước những tuyên bố của McDonald vì trình độ và uy tín không thể nghi ngờ của ông.
Ông tìm đủ mọi cách đảm bảo sự hỗ trợ hạn chế từ một vài nhân vật nổi bật, chẳng hạn như Tổng thư ký Liên Hợp Quốc U Thant, người đã sắp xếp để McDonald nói chuyện với Văn phòng Liên Hợp Quốc về Hoạt động Vũ trụ vào ngày 7 tháng 6 năm 1967. Ngoài ra vào năm 1967, McDonald lưu ý, "Chẳng có sự thay thế hợp lý nào cho giả thuyết gây sốc hoàn toàn rằng UFO là tàu thăm dò ngoài trái đất".
Trong Tuyên bố về các vật thể không xác định với Ủy ban Khoa học và Du hành vũ trụ, McDonald đã đưa ra những nhận xét sau đây về các loại tài liệu UFO.
Phạm vi của tuyên bố hiện tại loại trừ bất cứ điều gì tiếp cận một danh sách đầy đủ các loại hiện tượng UFO: phần lớn những gì có thể được làm rõ trong một thời gian dài sẽ phải được cô đọng lại trong nhận xét của tôi rằng thế giới khoa học nói chung là một cú sốc khi nó nhận thức được bản chất đáng kinh ngạc của hiện tượng UFO và sự phức tạp đáng kinh ngạc của hiện tượng này. Tôi đưa ra nhận xét ngắn gọn với nhận thức rõ rằng nó mời gọi những lời chế giễu dễ dàng; nhưng sự trung thực về trí tuệ đòi hỏi tôi phải làm rõ qua nghiên cứu hai năm của tôi thuyết phục tôi rằng trong vấn đề UFO là những câu hỏi khoa học và công nghệ sẽ thách thức khả năng giải thích của các nhà khoa học lỗi lạc trên thế giới - ngay khi họ bắt đầu kiểm tra sự thật.
Trong cùng một tuyên bố, ông nói rằng ông "đã bị thuyết phục rằng cộng đồng khoa học... đã vô tình bỏ qua vì chuyện vô lý này là một vấn đề có tầm quan trọng khoa học phi thường."
McDonald thường sử dụng từ ngữ được bảo vệ trong các cuộc thảo luận của mình về giả thuyết ngoài trái đất, chẳng hạn như mô tả giả thuyết ngoài trái đất là lời giải thích "ít thỏa đáng nhất" cho UFO. Ông dường như coi giả thuyết ngoài trái đất không phải là sự thật khó mà bắt bẻ cho được, mà là một mô hình có giá trị. Người quen của McDonald, George Early, một kỹ sư nổi tiếng của Hiệp hội Máy bay Hoa Kỳ và cũng là thành viên của NICAP, nói, "Tôi không nghĩ Jim bị lừa 100% về chuyện UFO là tàu vũ trụ ngoài trái đất với những sinh vật lạ bên trong... Sự công kích thiết yếu của anh ấy ở chỗ đây là một chủ đề đáng để nghiên cứu khoa học chưa được nghiên cứu một cách khoa học, và chúng ta nên tìm hiểu câu trả lời là gì. Anh ấy đã có một cam kết chắc chắn về sự thật, và nếu sự thật hóa ra là một điều gì khác [bên cạnh giả thuyết ngoài trái đất], anh ấy sẽ không lùi bước trước chuyện này".

### Tranh luận về Ủy ban Condon
Sau một loạt các vụ chứng kiến UFO hàng loạt được công bố rộng rãi ở miền nam Michigan vào năm 1966, McDonald đã trở thành một trong nhiều nhà khoa học kêu gọi các cơ quan khác nhau trong chính phủ liên bang và cộng đồng khoa học thực hiện một nghiên cứu chính thức về UFO. Áp lực dư luận, kết hợp với áp lực từ một số thành viên của Quốc hội (như Nghị sĩ Gerald Ford lúc bấy giờ), đã khiến chính phủ liên bang phải thành lập Ủy ban Condon vào cuối năm 1966. Có trụ sở tại Đại học Colorado ở Boulder, và được đặt theo tên của Chủ tịch Ủy ban Tiến sĩ Edward Condon, một nhà vật lý nổi tiếng, ủy ban đã được quảng bá là một cuộc điều tra không thiên vị, khách quan và kỹ lưỡng về hiện tượng UFO.
Ban đầu, McDonald chia sẻ sự nhiệt tình chung ban đầu đối với Ủy ban Condon, và đưa ra các thư ủy nhiệm khoa học và sự quan tâm đến UFO mà ông đề nghị phục vụ trong ủy ban. Khi bị từ chối một vị trí trong ủy ban, McDonald vẫn đồng ý hỗ trợ theo những cách khác với công việc của ủy ban. Tuy nhiên, McDonald và các nhà nghiên cứu UFO khác đã sớm vỡ mộng với ủy ban, và đặc biệt là với chủ tịch của nó, Tiến sĩ Condon, và trợ lý chính của ông, Tiến sĩ Robert Low. Những bình luận công khai của Condon đối với các phóng viên nhằm chế giễu các nhân chứng UFO và thái độ nói chung của ông đối với chủ đề này khiến nhiều nhà nghiên cứu UFO nghi ngờ liệu cuộc điều tra có trung lập và không thiên vị như tuyên bố hay không. McDonald đã thiết lập liên minh với những người trong Ủy ban Condon, những người không đồng ý với sự lãnh đạo của Condon và những người muốn thực hiện các nghiên cứu dài hạn về UFO.
McDonald đã đóng một vai trò lớn trong cuộc tranh cãi liên quan đến Ủy ban Condon khi một trong những nhà điều tra của ủy ban - người không đồng ý với thái độ của Condon - đã đưa cho ông một bản sao của cái gọi là "Trick Memo". Bản ghi nhớ, được viết bởi trợ lý trưởng của Condon, Tiến sĩ Robert Low, đã phác thảo làm thế nào Ủy ban có thể đưa ra kết luận được xác định trước rằng tất cả các trường hợp UFO đều có thể giải thích được bằng thuật ngữ trần tục, đồng thời xuất hiện trung lập trong quá trình điều tra thực tế. "Trick Memo" dường như đã xác nhận nỗi sợ hãi tồi tệ nhất của ông về sự thiên vị của Ủy ban Condon liên quan đến hiện tượng UFO. Sau khi McDonald cho công chúng xem bản "Trick Memo" nổi tiếng, Chủ tịch Dự án Edward Condon đã thất bại khi cố gắng gây sức ép hòng sa thải McDonald khỏi chức vụ giảng viên tại Đại học Arizona.
Khi Ủy ban Condon đưa ra báo cáo cuối cùng vào năm 1969, Tiến sĩ Condon đã viết trong lời tựa cho báo cáo rằng, dựa trên các cuộc điều tra của ủy ban, kết luận của ông là không có gì bất thường về các báo cáo về UFO; do đó nghiên cứu khoa học sâu hơn về hiện tượng UFO không có giá trị gì cả và không nên khuyến khích. Kết luận của Condon về UFO thường được hầu hết các nhà khoa học và giới truyền thông "chính thống" chấp nhận. Tuy nhiên, McDonald đã trở thành một trong số ít các nhà khoa học và nhà nghiên cứu viết những bài phê bình và phản bác chi tiết về kết luận của Condon liên quan đến UFO. McDonald đặc biệt lo lắng bởi thực tế là, trong khi Condon ngay từ chính lời nói đầu của ông đã tuyên bố rằng tất cả các báo cáo về UFO có thể được giải thích là trò lừa đảo hoặc lầm lẫn các vật thể hay hiện tượng tự nhiên, bản thân Báo cáo đã liệt kê hơn 30% các trường hợp được điều tra là "không giải thích được".

### Mâu thuẫn với Philip J. Klass
McDonald tham gia vào một mối quan hệ thường xuyên đối nghịch với nhà báo hàng không và người theo chủ nghĩa hoài nghi Philip J. Klass, với lập luận trong cuốn sách đầu tiên của mình rằng gần như tất cả các UFO có thể được giải thích bằng sét hòn. Đầu tiên, cả hai người trao đổi thư thân mật về chủ đề này. Klass khá thận trọng trong việc áp dụng lý thuyết plasma vào thời điểm đó, và McDonald đồng ý rằng nó có thể giải thích một phần nhỏ các báo cáo về UFO. Tuy nhiên, Klass nhanh chóng mở rộng giả thuyết của mình với lập luận rằng hầu hết nếu không phải tất cả các UFO và thậm chí các trường hợp bị cáo buộc do người ngoài hành tinh bắt cóc, có thể được giải thích là plasma. McDonald nghĩ rằng điều này là vô lý, và đưa ra phản bác chi tiết chống lại luận điểm của Klass.
Vào cuối năm 1967, McDonald đã nhận được một khoản tài trợ khiêm tốn từ Văn phòng Nghiên cứu Hải quân để nghiên cứu sự hình thành của đám mây ở Úc. Khi ở Úc, McDonald đã thực hiện một số nghiên cứu về UFO trong quãng thời gian của riêng mình. Klass đã thực hiện một chiến dịch mở rộng, phối hợp chống lại McDonald, lập luận rằng ông đã phung phí các quỹ của chính phủ. ONR đã trả lời bằng cách thông báo rằng họ biết về lợi ích UFO của McDonald và không phản đối sở thích cá nhân của anh ta. Đại học Arizona ra sức bảo vệ McDonald, thông báo rằng nghiên cứu UFO của McDonald được thực hiện vào thời gian riêng tư và không có tác động bất lợi nào đối với nhiệm vụ giảng dạy và nghiên cứu thường xuyên của ông tại trường đại học.
Klass sau đó chứng minh rằng McDonald đã chi ít nhất một khoản tiền nhỏ cho các quỹ nghiên cứu của chính phủ cho nghiên cứu UFO và ONR, dường như sợ tranh cãi, bèn quyết định không còn tài trợ cho nghiên cứu đám mây của McDonald nữa.

### Năm 1968: Lời khai UFO trước Quốc hội
McDonald đã phát biểu trước Quốc hội Hoa Kỳ về một phiên điều trần về UFO vào năm 1968. Một phần, ông cho biết ý kiến của mình rằng "UFO hoàn toàn có thật và chúng ta không biết chúng là gì, bởi vì chúng ta đã cười nhạo chúng ra khỏi phiên điều trần này. Khả năng đây là những thiết bị ngoài trái đất, chúng ta đang đối mặt với sự giám sát từ một số công nghệ tiên tiến, là một khả năng mà tôi cho là rất nghiêm túc". McDonald nhấn mạnh rằng ông chấp nhận giả thuyết ngoài trái đất vì khả năng không phải do bất kỳ bằng chứng cụ thể nào có lợi, mà vì ông đánh giá các giả thuyết cạnh tranh là không thỏa đáng.
James McDonald đã không chấp nhận kết luận của bản Báo cáo Condon vì 30% các trường hợp nghiên cứu trong báo cáo vẫn không giải thích được. Bằng chứng được cung cấp trong báo cáo cuối cùng có thể đã chứng minh kết luận ngược lại (rằng UFO bảo đảm nghiên cứu khoa học hơn nhiều) thay vì kết luận chính thức với khuyến nghị không nên nghiên cứu thêm. Firestorm, tiểu sử về McDonald của nhà nghiên cứu UFO Ann Druffel, đưa ra một câu chuyện chi tiết về những nỗ lực không mệt mỏi của McDonald nhằm thúc đẩy nghiên cứu UFO mang tính khoa học hơn.

### Năm 1969: "Science in Default"
Năm 1969, McDonald là một diễn giả tại hội thảo UFO Hiệp hội vì sự Tiến bộ Khoa học Mỹ. Ở đó, ông đã giảng bài, "Science in Default", mà Jerome Clark gọi là "một trong những biện pháp bảo vệ khoa học mạnh mẽ nhất về thực tế UFO từng được gắn kết". McDonald thảo luận chi tiết về một số ít trường hợp UFO được ghi chép lại mà dường như, ông nghĩ, đã thách thức sự giải thích của khoa học thông thường.

## Cuối đời và cái chết
Những nỗ lực UFO của McDonald đã buộc ông phải trả giá: ông dần bị cô lập một cách chuyên nghiệp và cuộc hôn nhân đang có dấu hiệu chững lại. Ngoài Klass và Condon, McDonald đã đối đầu với nhiều nhân vật danh giá khác, bao gồm Donald H. Menzel của Đại học Harvard. Tính cách của McDonald có thể là một yếu tố trong các cuộc đối đầu này; ngay cả những người bạn của McDonald thường mô tả ông đôi khi mạnh mẽ và thiếu kiên nhẫn, trong khi những người khác, ít độ lượng hơn, gọi ông là kẻ lỗ mãng và cộc cằn. Ngoài ra, McDonald phải chịu một sự sỉ nhục công khai khi vào năm 1970, ông đã đồng ý xuất hiện trước một ủy ban của Quốc hội Hoa Kỳ để cung cấp bằng chứng chống lại sự phát triển của máy bay vận tải siêu thanh (SST). Giống như nhiều nhà vật lý khí quyển khác đã làm chứng với ông, McDonald đã bị thuyết phục rằng chiếc máy bay này có khả năng gây hại cho tầng ozone mỏng manh nhưng quan trọng của Trái đất. Trong lời khai của mình, Nghị sĩ Silvio O. Conte của Massachusetts — nơi đặt các nhà máy sẽ giúp xây dựng SST — đã cố gắng làm mất uy tín lời khai SST của McDonald bằng cách chuyển phiên điều trần sang một cuộc thảo luận về nghiên cứu UFO của McDonald. Mặc dù McDonald bảo vệ công việc UFO của mình và lưu ý rằng bằng chứng của ông về SST không liên quan gì đến UFO, nhưng Conte thẳng thắn tuyên bố rằng bất cứ ai "tin vào những người da xanh bé nhỏ" theo ý kiến của ông, không phải là một nhân chứng đáng tin cậy. McDonald đã bị sỉ nhục sâu sắc bởi thái độ chế giễu của Conte và tiếng cười lộ liễu của một số thành viên ủy ban.
Tháng 3 năm 1971, vợ của McDonald là Betsy bảo ông rằng bà muốn ly hôn. McDonald dường như đã bắt đầu lên kế hoạch tự tử không lâu sau đó. Ông đã hoàn thành một vài bài báo mà ông đang viết (liên quan đến UFO và mặt khác), và lập kế hoạch lưu trữ các ghi chú, giấy tờ và bài nghiên cứu của ông. Tháng 4 năm 1971, ông đã cố tự tử bằng cách tự bắn vào đầu mình. Ông vẫn sống sót, nhưng bị mù và đang hồi phục trong bệnh viện. Ngày hôm sau người ta phát hiện ông biến đâu mất rồi. Tuy nhiên, vào ngày 13 tháng 6 năm 1971, một gia đình đang đi dọc theo một con lạch gần cây cầu bắc qua Canada mang tên Del Oro Wash nằm gần Tucson, đã phát hiện một thi thể mà sau đó được xác định là McDonald. Một khẩu súng lục ổ quay cỡ nòng 38 được tìm thấy cạnh thi thể, cũng như một lá thư tuyệt mệnh.
Bốn đồng nghiệp của McDonald từ Đại học Arizona đã viết một hồi ức về đồng nghiệp của họ, gọi ông là "người đàn ông chính trực và dũng cảm tuyệt vời. Anh ấy được rất nhiều người yêu mến và ngưỡng mộ ... anh ấy đã tạo ra một tác động lâu dài trên nhiều khía cạnh của khoa học khí quyển ... và anh ấy sẽ bị bỏ lỡ nhiều hơn mà tới bây giờ chúng ta mới nhận ra".